# Mariä Geburt (Niedernhausen)

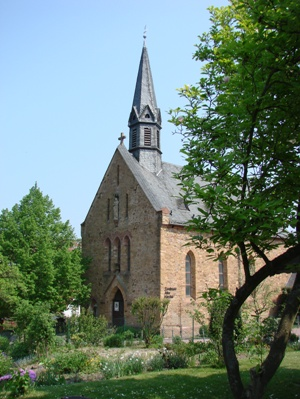
ehem. Pfarrkirche Mariä Geburt

Die ehemalige Pfarrkirche Mariä Geburt ist die alte katholische Dorfkirche von Niedernhausen (Taunus). Sie wurde in den Jahren 1881–1885 im Stil der Neugotik errichtet und war ab 1921 Sitz einer eigenen Pfarrei.
Nach dem Bau einer neuen Pfarrkirche stand sie von 1960 an leer. 1980 wurde der Verein Alte Kirche Niedernhausen e. V. gegründet mit dem Ziel, das Kirchengebäude zu erhalten und für kulturelle Zwecke zu nutzen. Seit Mai 1985 finden in der Kirche kulturelle Veranstaltungen statt.